# Трапер

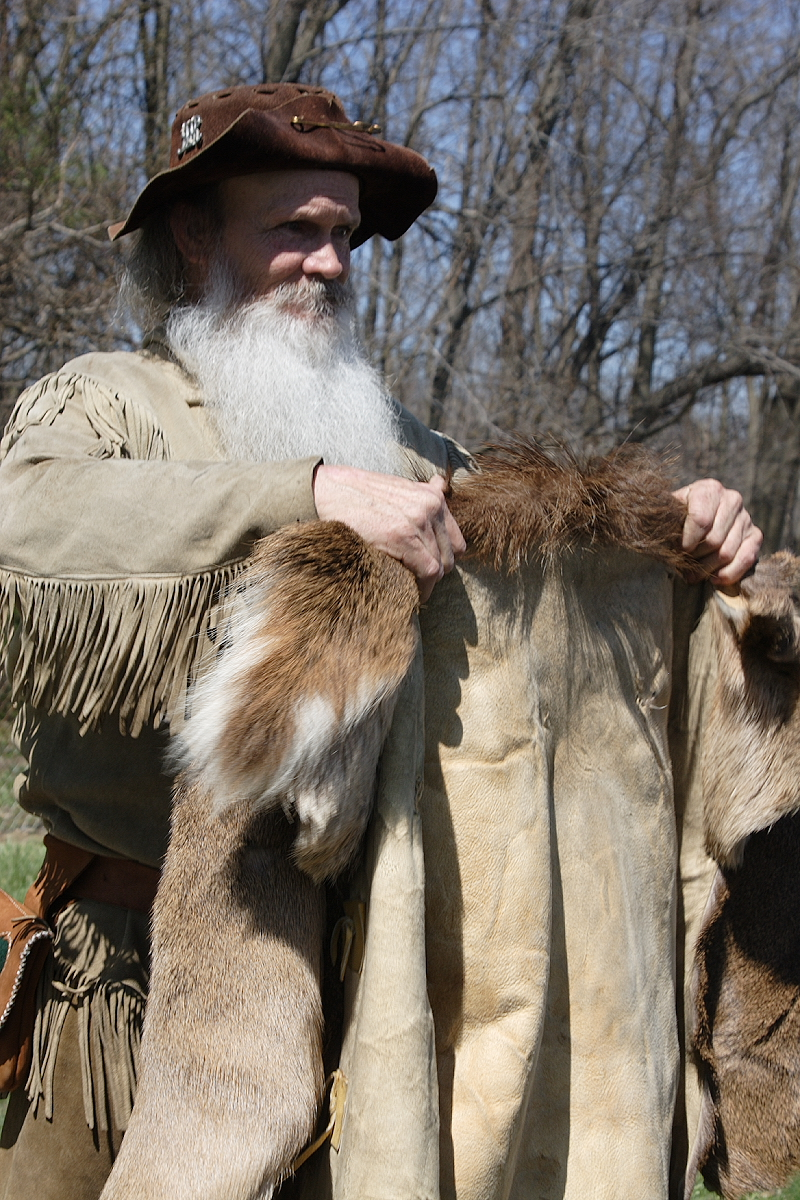
Типовий трапер

Тра́пер (англ. trapper від англ. trap пастка; укр. пасткар) — мисливці на хутрових тварин у Північній Америці.
Вже від часу освоєння Північної Америки європейцями мисливство хутрових звірів стає особливо популярним, завдяки виключним багатством лісових угідь і жвавій торгівлі хутром. 
Найпоширенішою здобиччю траперів були куниця, ондатра, бобер, ракун тощо. Способи полювання траперів, крім відстрілу з рушниць, були доволі жорстокі — наприклад, використання капканів.  
Для деяких траперів мисливство хутрових звірів було основним джерелом доходів, хоча для більшості лише підсобним. 
Внаслідок поголівного винищення траперами хутрових звірів, багато цінних видів або були знищені, або виявились на межі вимирання. Лише з середини XIX століття природоохоронні спілки забили на сполох, завдяки чому вдалося запобігти зникненню багатьох видів тварин.
Слово трапер в українській (а також ще деяких мовах — польській, російській тощо) означає саме мисливців на хутрових звірів у Північній Америці; у німецький та мові походження, тобто англійській, воно означає взагалі мисливців, але саме тих, що полюють за допомогою пасток (трап, англ. trap) — якраз переважно на невелику здобич, а для позначення північноамериканських траперів є слово ескімоського походження vacht.